# Souheil Ben Barka
Pour les articles homonymes, voir Barka.
Souheil Ben Barka est un réalisateur marocain, également scénariste et producteur, né le 25 décembre 1942 à Tombouctou (Mali). Il est ancien élève du Centro sperimentale di cinematografia italien.

## Biographie
Souheil Benbarka est né le 25 décembre 1942 à Tombouctou, au Mali dans une famille de commerçants originaire de Goulimine dans le sud marocain. Son père est un musulman ayant toujours vécu au Mali et sa mère est une chrétienne libanaise. Il quitte le Mali à seize ans et passe quelques années au Maroc où il obtient un baccalauréat en mathématiques avant d’aller finir ses études supérieures à Rome ; il souhaitait devenir pilote mais il opte pour le journalisme.

### Cinéma
En 1962, il assiste par hasard, dans la rue, au tournage de Huit et demi de Federico Fellini, ce qui le motive à se consacrer au cinéma. Il fait des études de sociologie et intègre le Centro sperimentale di cinematografia de Rome. Il a comme camarade de promotion Bernardo Bertolucci. Ben Barka parvient à se faire embaucher comme assistant de Pier Paolo Pasolini qui a besoin d'un connaisseur du pays pour tourner au Maroc son film L'Évangile selon saint Matthieu. Il continue sa collaboration avec Pasolini sur Œdipe Roi.
En Italie, il eut l’occasion de travailler pour le compte de l’agence de presse ACIGRAF à Milan entre 1966 et 1969, en tant que journaliste et signe des documentaires pour la Rai. De retour au Maroc en 1972, il entame une carrière de réalisateur, scénariste et producteur où il exprime ses convictions politiques sur le Maroc et sur tout le continent africain. Son premier long métrage Les Mille et Une Mains (1974) oppose les ouvriers teinturiers et les commerçants prospères de tapis. Il glisse ainsi d'une approche presque documentaire à un manifeste didactique pour susciter l'indignation et la prise de conscience. Benbarka est alors considéré comme un cinéaste très engagé, réputation qu’il conservera avec ses films suivants : La guerre du pétrole n'aura pas lieu (1975), victime d’une interdiction à la suite de pressions de l’Arabie saoudite et de l’Iran. Par son inspiration et son traitement, La guerre du pétrole n’aura pas lieu rappelle L'Affaire Mattei de Francesco Rosi et les films politiques d'Elio Petri. Son film suivant Noces de sang (1977) est une transposition du drame de Federico García Lorca dans le sud marocain. En 1983 sort Amok qui traite de l'apartheid en Afrique du Sud. Ben Barka aurait pour ce film obtenu un financement du premier président guinéen Ahmed Sékou Touré. Les Cavaliers de la gloire (1990) relate les aventures du prince Abdelmalek, chassé de son pays par ses propres frères, qui doit subir les agressions des inquisiteurs espagnols, des despotes tunisiens et du roi du Portugal. L'Ombre du pharaon (1996) est un constat critique du pouvoir Égyptien. Et enfin De sable et de feu, l’histoire de Domingo Badia, cet agent secret espagnol qui se fit passer pour un prince abbasside et voulut devenir sultan du Maroc au début du XIXe siècle. Une histoire qui se veut une ode à la tolérance.
Producteur, scénariste, réalisateur et distributeur de ses propres films, il fait appel à des acteurs étrangers de renom (Mimsy Farmer, Harvey Keitel, Florinda Bolkan, Claudia Cardinale, Marie-Christine Barrault, Helmut Berger, Fernando Rey, Philippe Léotard, Claude Giraud, Sacha Pitoëff, Irène Papas, Laurent Terzieff...) pour obtenir une audience internationale. Il a pu également, grâce à la recherche systématique de coproducteurs étrangers, se donner les moyens de son ambition.
En 2019, Souheil Ben Barka signale son projet de faire un film biographique sur le géographe du XVIe siècle, Léon l'Africain, a qui il donnerait comme titre Le chrétien de la Mecque.

### Autres activités
Souheil Ben Barka n'a réalisé que huit longs-métrages au total ‐ outre ses nombreux documentaires et films publicitaires. L’homme n’est en effet pas seulement actif derrière la caméra.
En juillet 1986, il est convoqué un matin par le ministre de l’Intérieur et de l'information, « homme à tout faire » de feu Hassan II, Driss Basri, qui l’emmène, sans lui dire tout de suite où ils vont, jusqu’au palais royal, où il se retrouve pour la première fois face au Roi. Le souverain lui propose de prendre pour deux ans la direction du Centre cinématographique marocain pour le dynamiser. Benbarka restera en fait dix-huit ans et neuf mois à la tête du CCM, réussissant, avec l’appui constant du Palais, à développer la production nationale et à donner une nouvelle ampleur au « marché » des tournages étrangers au Maroc.
À l’époque, il s’était déjà lancé dans un projet de construction de salles de cinéma dans les principales villes du Maroc : les Dawliz. Projet qui sera abandonné des années plus tard, quand la piraterie et les chaînes satellitaires auront eu raison de la rentabilité des écrans, mais qui aura permis à leur propriétaire de se retrouver à la tête de complexes immobilier et hôtelier . Benbarka a également mis en place deux grands studios de cinéma à Ouarzazate, où seront tournées des productions internationales.

## Filmographie

### Réalisateur
- 1974 : Les Mille et Une Mains
- 1975 : La guerre du pétrole n'aura pas lieu
- 1977 : Noces de sang
- 1982 : Amok
- 1990 : Les Cavaliers de la gloire
- 1996 : L'Ombre du pharaon
- 2002 : Les Amants de Mogador
- 2019 : De Sable et de Feu (le rêve impossible !)[14]

### Producteur
- 1981 : Transes d'Ahmed El Maânouni

## Prix et reconnaissances
En novembre 2019, il reçoit le prix d’Excellence en réalisation cinématographique de l’ARPA international film festival, pour De Sable et de Feu (le rêve impossible !)”